# Salinas (kommun i Spanien, Valencia, Provincia de Alicante, lat 38,52, long -0,91)
Salinas är en kommun i Spanien.   Den ligger i provinsen Provincia de Alicante och regionen Valencia, i den sydöstra delen av landet, 300 km sydost om huvudstaden Madrid. Antalet invånare är 1 603. Arean är 62 kvadratkilometer. Salinas gränsar till Elda, Monóvar, Sax och Villena. 
Terrängen i Salinas är huvudsakligen kuperad, men den allra närmaste omgivningen är platt.